# Mas de Nincles
El Mas de Nincles és un mas situat al municipi de Renau, a la comarca catalana del Tarragonès. Antigament formava part del terme de Peralta, que estava sota domini del monestir de Santes Creus. Està ubicat a la plana, al costat del torrent de Peralta. És documentat des del 1684, quan també s’anomenava mas dels Penicals o d’Incles. El mas és de planta rectangular, mira cap a migdia i està dividit en dos pisos i unes golfes.